# Benoît Conort
Benoît Conort , né en 1956, est un poète et critique littéraire français.

## Biographie
Né le 1er janvier 1956 à Villeneuve-sur-Lot (Lot-et-Garonne).
Ancien élève de l’École normale supérieure de Saint-Cloud, il obtient un doctorat de 3e cycle en Lettres de l'université de Paris IV en 1985.
Il enseigne en Inde, en Pologne et au Portugal avant d'être nommé en 1994 maître de conférences au département de lettres modernes de l'université Paris X - Nanterre. Il occupe depuis septembre 2010 une chaire de littérature française des XXe et XXIe siècles à l'université de Rennes II.
Il est membre du comité de rédaction de la revue Le Nouveau Recueil où il a publié de nombreux textes poétiques et critiques.
Benoît Conort est membre du Conseil d'administration de la Maison des écrivains et de la littérature.

## Prix et distinctions
- 1988 : Prix Fénéon pour Pour une île à venir
- 1988 : Prix Francis-Jammes pour Pour une île à venir
- 1992 : Prix Tristan-Tzara pour Au-delà des cercles
- 1999 : Prix Mallarmé pour Main de nuit

## Œuvres
- Pour une île à venir (1988)
- Au-delà des cercles (1992)
- Main de nuit (1998)
- Cette vie est la nôtre (2001)
- Pierre Jean Jouve : Mourir en poésie. La mort dans l'œuvre poétique de Pierre Jean Jouve (2002) - Édition de la thèse de doctorat soutenue en 1985
- Écrire dans le noir (2006)
- Sortir (2017)